# Wojciech Nierychlewski
Wojciech Nierychlewski CSMA (dont le nom est traduit en français par Adalbert Nierychlewski), né le 20 avril 1903 à Dąbrowice et mort le 7 février 1942  à Auschwitz, est un prêtre polonais béatifié en 1999. Il est commémoré le 7 février selon le Martyrologe romain.

## Biographie
Prêtre de la congrégation de Saint Michel Archange, il fut arrêté par des hommes de main du régime national-socialiste en octobre 1941, et déporté au camp d'Auschwitz, où il mourut sous la torture le 7 février 1942. Il a été béatifié en 1999 par le pape Jean-Paul II à Varsovie avec cent-sept autres martyrs polonais de la Seconde guerre mondiale.

### Articles liés
- Congrégation de Saint Michel Archange
- Bronislas Markiewicz